# Radkovský mlýn (Hostim)
Radkovský mlýn (Kašparův) v Hostimi v okrese Znojmo je bývalý vodní mlýn, který stojí na říčce Nedveka. V letech 1958–1987 byl chráněn jako nemovitá kulturní památka České republiky; předmětem památkové ochrany byla budova mlýna s oddělenou mlýnicí, stodola a pozůstatky zdiva hospodářského stavení.

## Historie
Mlýn je zaznamenán na Císařských otiscích z roku 1824 jako „Kaspar Mühle“. V roce 1930 byl jeho majitelem Antonín Radkovský; objekt fungoval jako šrotovník.

## Popis
Mlýnice a dům jsou pod jednou střechou, ale dispozičně oddělené, budova je zděná, jednopatrová. Voda na vodní kolo vedla náhonem, který se částečně dochoval. V roce 1930 šrotovník pohánělo 1 kolo na svrchní vodu (průtok 0.107 m³/s, spád 4.3 m, výkon 4 HP).